# Girls and Sex 2
Pour plus de détails, voir Fiche technique et Distribution.
Girls and sex 2 (Mädchen Mädchen 2) est un film allemand réalisé par Peter Gersina. Il constitue la suite du film de l'année 2001 ; Girls and Sex (Mädchen, Mädchen) de Dennis Gansel.

## Synopsis
Trois jeunes femmes qui ont peu de moyens décident de prendre un appartement en collocation.

## Distribution
- Diana Amft : Inken
- Karoline Herfurth : Lena
- Jasmin Gerat : Lucy
- Max Riemelt : Flin
- Sebastian Ströbel : Sebastian
- Simon Verhoeven : Paul
- Max von Thun : Johan
- Florian David Fitz : Lukas
- Patrick Güldenberg : Helge
- Michael Brandner : Karl Heinz
- Doreen Dietel : Petra
- Germain Wagner : Gero
- Anke Schwiekowski : Christine
- Giulio Ricciarelli : Chef Daniel
- Nadja Petri : Beatrice
- Elisabeth Scherer : Oma Lena